# Robert Spaemann
Robert Spaemann (* 5. května 1927, Berlín – 10. prosince 2018, Stuttgart) byl německý římskokatolicky orientovaný filozof.

## Životopis

### Akademická dráha
Narodil se v Berlíně roku 1927. Vystudoval univerzitu v Münsteru, na které se v roce 1962 habilitoval. Univerzitním profesorem pro obor filozofie se stal na stuttgartské univerzitě, kde působil do roku 1968, poté čtyři roky přednášel na univerzitě v Heidelbergu a aktivní akademickou činnost zakončil na mnichovské Ludwig-Maximilians-Universität, ze které v roce 1992 odešel do důchodu jako profesor emeritus. Působil také jako čestný profesor salcburské univerzity.

### Práce
Svým založením vychází z konzervativních pozic orientován na křesťanskou etiku. Známým se stal pracemi v oblastech bioetiky, ekologie a lidských práv. Ačkoli není dosud široce překládán z rodné němčiny, v současnosti patří k nejvýznamnějším autoritám v otázkách etiky a jeho dílo je oceňováno také papežem Benediktem XVI. Klíčová práce z roku 1989 s názvem „Glück und Wohlwollen“ (české vydání: Štěstí a vůle k dobru : (pokus o etiku). ΟΙΚΟΥΜΕΝΗ. 1998) vyslovuje čtyři teze, podle kterých je štěstí založeno na dobročinném jednání, protože jsem byli stvořeni Bohem jako sociální bytosti s cílem vzájemně si pomáhat nacházet pravdu a smysl ve zmateném a nepokojném světě.
Veřejně se vyjádřil proti atomovým zbraním, eutanazii, potratům a zaujal kritické stanovisko ve věci utilitarismu. V roce 2006 se zúčastnil setkání filozofů a vědců na téma evoluce, které uspořádal papež Benedikt XVI.
Patří ke kritikům druhého vatikánského koncilu, kterým podle něj začíná epocha úpadku v církvi.